# Antonio Campolo

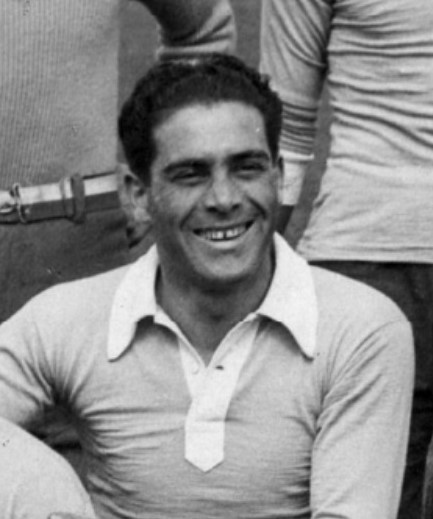

Antonio Campolo, född 7 februari 1897 i Montevideo, död 22 maj 1959 i Montevideo, var en uruguayansk fotbollsspelare.
Campolo blev olympisk guldmedaljör i fotboll vid sommarspelen 1928 i Amsterdam.